# Ypsilon Geminorum
Ypsilon Geminorum (υ Gem) är en stjärna i stjärnbilden Tvillingarna. Den har en skenbar magnitud på 4,04 och är synlig för blotta ögat. Baserat på en årlig parallaxförskjutning på 12,04 mas, befinner den sig cirka 270  ljusår från solen. Den har en visuell följeslagare med magnitud 13,20 belägen med en vinkelseparation på 55,20" vid en lägesvinkel på 40° (år 2008).

## Egenskaper
Ypsilon Geminorum är en utvecklad röd jättestjärna med spektraltyp M0 III. Den har uppskattats till att ha en massa som är 1,52 gånger solens massa, och har expanderat till 44  gånger solens radie. Stjärnan roterar med en projicerad rotationshastighet på 5,9 km/s och är ca 3,53  miljarder år gammal. Utstrålningen från den yttre atmosfären hos Ypsilon Geminorum är 417 gånger solens strålning vid en effektiv temperatur av 3 926 K.
Baserat på stjärnans rörelse genom rymden, är Ypsilon Geminorum medlem av den rörliga gruppen Wolf 630. Detta är en uppsättning av stjärnor centrerade kring Wolf 630 som rör sig nästan parallellt och har en ålder på cirka 2,7 ± 0,5 miljarder år. Stjärnorna i denna grupp kan vara tidigare medlemmar av en upplöst öppen stjärnhop.